# Pony (chanson de Kasey Chambers)
Cet article concerne la chanson de Kasey Chambers. Pour la bande dessinée franco-belge, voir la chanson de Kasey Chambers et Pony.
 (juin 2020).
Singles de Kasey Chambers
Hollywood
(2004) Saturated
(2005)
Pony est une chanson country écrite et interprétée par Kasey Chambers et produite par son frère, Nash Chambers pour son troisième album Wayward Angel (2004). 
Il est sorti en Australie le 16 janvier 2005 en tant que deuxième single de l'album. La chanson est devenue le troisième single de Kasey Chambers à intégrer le top dix du classement ARIA des meilleures ventes de singles. Il fait référence à Ralph Stanley, un artiste américain de folk, de bluegrass et de musique country. Lors des APRA Music Awards de 2006, Pony a remporté le prix de l'œuvre country la plus jouée.

## Liste des pistes
Toutes les chansons sont écrites et composées par Kasey Chambers.
| No | Titre                      | Durée |
| -- | -------------------------- | ----- |
| 1. | Pony                       | 04:03 |
| 2. | Driving with the Brakes On | 04:53 |
| 3. | Hollywood (live)           | 03:36 |

## Classements

### Classements hebdomadaires
| Classement (2005) | Meilleure position |
| ----------------- | ------------------ |
| Australie (ARIA)  | 10                 |

### Classements de fin d'année
| Classement (2005)          | Meilleure position |
| -------------------------- | ------------------ |
| Singles australiens (ARIA) | 78                 |